# Nyitraludány
Nyitraludány (szlovákul Ludanice) község Szlovákiában, a Nyitrai kerület Nagytapolcsányi járásában. Vámosújfalu (vagy Vámháza) tartozik hozzá.

## Fekvése
Nagytapolcsánytól 8 km-re délnyugatra, a Nyitra jobb partján fekszik.

## Története
A régészeti leletek tanúsága szerint területén már az újkőkorszakban éltek emberek, a vonaldíszes kerámiák népe településének maradványai kerültek itt elő. A későbbiekben a La Tène és a lengyeli kultúra népe lakta a vidéket. Már 1884-ben végeztek feltárásokat a faluban, melyekből a leletek Bécsbe kerültek. A középső rézkor itt talált leletei alapján a település önálló kultúrának is névadója lett. A Ludanice-kultúra (ludányi) jellegzetességei, hogy egyszerű cölöpszerkezetes házaik viszonylag laza szerkezetben épültek, halottaikat pedig kizárólag az újkőkorból már ismert oldalt fektetett, zsugorított pózban helyezték a sírba. Jelentős mennyiségű réztárggyal rendelkeztek, de az aranyat – ma még ismeretlen okból – nem használták.
A mai falut 1242-ben Ludan néven a nyitrai káptalan oklevelében említik először. Királyi birtok, részben pedig a helyi Szent Kozma és Damján nevét viselő bencés apátságé. A Ludányi család ősi birtoka, akik közül Bohumír comes trencséni és nyitrai ispán volt. A család a 13. század második felében két ágra szakadt és a 15. század végéig volt a falu birtokosa. 1422-ben vásártartási jogot kapott. Ludány egykori várát Ludányi László építtette 1425-ben, 1481-ben a Ludányi család kihaltával Hunyadi Mátyás a várat eladományozta. A várnak a 16. században már nem volt szerepe, romjai nyomtalanul eltűntek. Miután Ludányi Péter fiúutód nélkül halt meg, a falu birtokosa Anna nevű testvére maradt, aki azt 1494-ben Szuha Györgynek adta. 1502-ben Cseh János birtoka lett, akit 1514-ben II. Ulászló is megerősített a ludányi uradalom birtokában. 1533-ban az Országh család szerzett itt birtokot, majd a 16. század közepén Dolgos Ambrus lett a tulajdonosa. A század második felében, 1556-ban a Babindáli család szerezte meg. Ekkor már két faluból, Alsó- és Felsőludányból állt. 1608-ban feldúlta a török. A 17. század első felében már az Osztrosics család birtoka, akik 1669-ig tulajdonosai az uradalomnak. Ekkor a királyi kamarára szállt, de 1685-ben már az Erdődy családé. 1869-ben az Erdődyektől Stummer Sándor vette meg. 1787-ben Alsóludánynak 31 háza és 206 lakosa, Felsőludánynak 34 háza és 239 lakosa volt. A két falu a 1828-ban Nyitraludány néven egyesült.
Vályi András szerint "Alsó, és Felső Ludány. Két tót falu Nyitra Várm. Alsó Ludánynak földes ura a’ Nyitrai Káptalanbéli Uraság, Felsőnek pedig Jezerniczky Uraság, lakosai katolikusok, fekszenek egymástól nem meszsze, földgyeik jók, fájok elég van, szőleik termékenyek, legelőjök jó, piatzozások nagy Tapolcsányon, malmok, közel."
Fényes Elek szerint "Ludány (Alsó), tót falu, a Nyitra völgyében, N. Tapolcsánhoz 1 1/2 órányira: 261 kath. lak. Kath. paroch. templom. F. u. a nyitrai káptalan. Ludány (Felső), tót falu, Nyitra vármegyében, Alsó-Ludány mellett: 148 kath., 11 evang., 16 zsidó lak. Van egy kastélya, termékeny szántófölde, sok és jó réte, szőlőhegye, erdeje. F. u. gr. Erdődy Józsefné."
A trianoni békeszerződésig Nyitra vármegye Nagytapolcsányi járásához tartozott.

## Népessége
| Év:            | 1994. | 2004.   | 2014.   | 2024.   |
| -------------- | ----- | ------- | ------- | ------- |
| Emberek száma: | 1887  | 1836    | 1848    | 1719    |
| Eltérés:       |       | -2,70 % | +0,65 % | -6,98 % |

| Év:            | 2023. | 2024.   |
| -------------- | ----- | ------- |
| Emberek száma: | 1723  | 1719    |
| Eltérés:       |       | -0,23 % |

1880-ban Alsóludánynak 355 lakosából 314 szlovák, 18 német, 12 magyar, 1 egyéb anyanyelvű és 10 csecsemő; Felsőludánynak 312 lakosából 276 szlovák, 16 német, 7 magyar, 3 egyéb anyanyelvű és 10 csecsemő volt. Vámházán 5 magyar és 207 szlovák anyanyelvű élt.
1910-ben 749 lakosából 683 szlovák, 47 magyar, 18 német és 1 egyéb anyanyelvű volt.
1991-ben 1844 lakosából 1836 szlovák volt.
2001-ben 1874 lakosából 1861 szlovák volt.
2011-ben 1839 lakosából 1783 szlovák és 4 magyar volt.
2021-ben 1794 lakosából 1689 (+3) szlovák, 5 (+1) magyar, 1 cigány, (+1) ruszin, 10 (+3) egyéb és 89 ismeretlen nemzetiségű volt.

## Neves személyek
- Alsóludányon született 1859-ben Sullay Rezső római katolikus plébános.
- Itt született 1877-ben Belányi Viktor festőművész, grafikus. Felesége Hoffmann Lenke (1890–1973) festőművész.
- Itt született 1922-ben Helena Križanová-Brindzová szlovák írónő, költőnő, fordító, gyermek- és ifjúsági irodalom szerző.
- Itt szolgált Jantausch Pál (1870-1947) püspök, nagyszombati apostoli kormányzó.
- Itt szolgált Jozef Bača (1912-1982) római katolikus pap, esperes.

## Nevezetességei
- A Szentháromság tiszteletére szentelt római katolikus temploma 1752 és 1761 között épült.
- Szent Donát szobra a 18. század első felében készült, a temető bejáratánál áll.
- Nepomuki Szent János szobra a patak partján.

## Külső hivatkozások
- Hivatalos oldal
- Községinfó
- Nyitraludány Szlovákia térképén
- E-obce.sk Archiválva 2007. november 20-i dátummal a Wayback Machine-ben